# 電子戦隊デンジマン
『電子戦隊デンジマン』（でんしせんたいデンジマン）は、1980年2月2日から1981年1月31日まで、テレビ朝日系列で毎週土曜18:00 - 18:30（JST）に全51話が放送された、東映制作の特撮テレビドラマ、および作中で主人公たちが変身するヒーローの名称。「スーパー戦隊シリーズ」第4作にあたる。

## 概要

### 特徴
「○○戦隊」という呼称や、変身時のアイテムの使用、ヘルメットのデザインへのゴーグルの導入、色によるメンバーの区別、そして敵の怪人を必殺技で倒した直後に敵が巨大化して、メンバーが巨大ロボットに乗り込みロボットの繰り出す必殺技で再び倒すなど、以降のシリーズ作品で採り入れられている多くのスタイルは、本作品で確立された。高い人気を得た前作『バトルフィーバーJ』から、「5人のヒーローと巨大ロボットを中心としたメカニック」という基本要素を引継ぎつつも差別化のため、ヒーローが戦いのプロではなく元一般人であること、その出自が宇宙に由来すること、などの要素が導入されている。アクション面では、5人共同での連携攻撃が強調されている。
当時のSF映画ブームを受けて、超科学で戦うというストーリーはSF色が強く打ち出されており、後の宇宙刑事シリーズに影響を与えたとされる。また、当時のファンタジー・SF映画ブームの翻訳処理は『南総里見八犬伝』を参考としており、8つの玉の代わりにデンジ星人の宿命が5人を集結させるほか、デンジ犬アイシーは同作品の八房をモデルとしており、『宇宙からのメッセージ』などの構築に見られた、東映の時代劇のノウハウに加えて、脚本家の上原正三の人格を重視した脚本姿勢によって、単なるSFではない日本的な宇宙伝奇ともいえる世界観となり、その独創性は善悪の攻防以外の要素が炙り出されるものとなった。初期企画書では冒頭に世界の怪奇現象を列挙するなど敵側の怪奇性が強調されていた。物語序盤では一般人が残酷に殺されたりなど怪奇色も強く、物語中盤以降でも一般人が利用されて（あるいは怪物になって）死ぬといった内容もある。こうした怪奇性や前述した宇宙SF色については、それらによって子供たちに驚きを与えられないかという企画であったと、後にプロデューサーの吉川進が述懐している。そして物語終盤では、脚本の上原が後の作品でも用いた敵組織の内部抗争が描かれた。また、コメディタッチの描写（青梅の「あんパン好き」など）も随所にちりばめられている。
次作『太陽戦隊サンバルカン』は世界観のつながった続編にあたり、ヘドリアン女王が新組織ブラックマグマに参加する形でレギュラー出演するほか、ストーリーの中でデンジ星人の設定を引き継いだエピソードの回も存在する。また黄山純役の津山栄一によれば、「デンジマン役の5人がヘドリアン女王とすれ違い、彼女がいぶかしむ」という形でのゲスト出演が検討されたこともあったが、結局は実現しなかったとのことである。

### 制作
企画段階での仮称は『電子マン・トリッガー』。実際の作品ではデンジ姫が担った「ベーダーに滅ぼされた異星の生き残り」という役が、ヒロインのクリスタル/トリッガー5にあてられていた。決定名称の『電子戦隊デンジマン』は、前出の吉川の提案によるもので、当時東映の常務を務めていた渡邊亮徳からは「電子もデンジも同じようなもんじゃないか」と反対されたが、村上克司が「電子と言った次に、より強いデンジという言葉を重ねるのです」と、似た言葉を連呼する意義を説明し許可を得た。
キャラクターデザインは、『バトルフィーバーJ』の後半から参加した野口竜が担当。しかし、デンジマンのデザインはポピーにより大幅に変更され、これが同社による初のヒーローデザインとなった。本作品からゴーグル型シールドが採用された理由は、レインボー造型企画創始者・前澤範がかねてより抱いていた「アクリル樹脂による1枚もののシールド造型」という構想が、素材やデザインなどの条件とちょうど合致した時期だったからである。この手法は覗き穴をなくし視界を広げるという利点があったが、デンジマンのマスクには本体とゴーグル部分との段差がないため、シールド接着面を2ミリメートルだけ削るという困難な作業が要求された。そのうえ、額のデンジメカ収納部もシールドになっているため、土台となるマスクの耐久性はとても低かった。ノウハウが蓄積された後年では、シールドと土台の接着面を可能な限り大きくするよう心がけており、2011年の『海賊戦隊ゴーカイジャー』制作の際にデンジマンのマスクを見たレインボー造型企画のスタッフは、「今これを作れといったら難儀だ」と述懐している。一方で、アクション用マスクのゴーグルには従来どおり、空気穴を兼ねたのぞき穴が空けられているが、これも本作品までとなった。
東映とマーベル・コミック・グループの提携作品であるが、マーベル色は曽我町子が演じたヘドリアン女王の衣裳デザインに「死の女神ヘラ」の名残を残す程度に抑えられた。マーベル・ヒーローのシルバーサーファーやハルクを用いた企画も存在したが、『バトルフィーバーJ』の後番組もチームヒーロー作品とすることは早くから決まっており、これら単体ヒーローの作品が実現することはなかった。
本作品では内容向上のため時間をかけて制作されており、スケジュールは遅れ気味であったとされる。そのため次作『サンバルカン』は早期に準備が行われ、初期の数話は本作品とは別編成で撮影が行われた。

## あらすじ
3,000年前にデンジ星を滅ぼした異次元人で悪の一族ベーダー一族が地球に襲来、地球総ヘドロ化を企む。
しかし、デンジ星人の生き残りはベーダーに立ち向かうべく、科学力を結集して作った巨大宇宙船デンジランドをすでに地球に送り込んでいた。ベーダーの侵攻をキャッチしたデンジランドはシステムが起動し、覚醒したデンジ星の生き残りロボット犬アイシーは記憶装置に従って地球に移住したデンジ星人の末裔である5人の若者を選び出し、電子戦隊デンジマンを結成した。
デンジマンは地球を守るためにベーダー一族との戦いに挑む。

## 登場人物

### 電子戦隊デンジマン
デンジマンの5人は、普段は同じアスレチッククラブでインストラクターとして働いており、また名字にそれぞれのパーソナルカラーを含んでいるという共通項を持つ。デンジマンであることは世間一般には秘密にしている一方、インターポールから依頼を受けることもあるなど、社会的には一定の信頼を得ている描写も散見される。またデンジ星にも先代の「電子戦隊」が存在していたことが、ベーダー側の台詞にて示唆されている。
デンジマンへの変身にはデンジリングと呼ばれる変身用の指輪を使用する。リングをかざして「デンジスパーク！」と発声し、合わせてリングから放出されるデンジ強化服を装着、変身プロセスを完了する。このリングも含め、各種アイテムに入っているロゴマークはアルファベットの「D」を、真ん中で二つに分割したものが用いられている。集合時の名乗りは「見よ、電子戦隊デンジマン!!」。
赤城 一平（）
デンジマンのリーダー。熱血漢の武道家。特にボクシングが得意。また、優れた判断力を持ち、メンバーからの信頼も厚い。ストイックで厳しい性格だが、ユーモアも解す。空手の有段者で、アスレチッククラブでは子供たちに空手を教えている。空手の師匠やボクシングのコーチなど格闘技に精通した知人友人も多い。よくあっち向いてホイで遊んでいる。
デンジレッド
赤城一平が変身する戦士。デンジストーンの形は丸。
格闘技全般に長け、空手を応用したキック技やボクシングを応用したパンチ技などを得意としている。デンジ真空げりが得意技。

青梅 大五郎（）
デンジマンのサブリーダー格。空中ブランコなどのアクロバットを得意にしていた元矢下サーカス団団員の花形スター。常に明るい性格のひょうきん者。食いしん坊で、食べ物を使ったベーダーの作戦に引っ掛かってしまうことも。特に「中毒」と揶揄されるほどあんパンが大好物で、常に複数個持ち歩いているほか、ロッカー内にも大量のあんパンが積まれている。作戦会議中でも食べていてアイシーにたしなめられたこともある。アスレチッククラブで子どもたちにヨガや体操を教えている。孤児だったため子どもに優しく、子どもからも人気がある。嗅覚に優れ、鼻がよく利く。なぞなぞは苦手。将来の息子には「大十郎」という名前をつける。
劇場作品『ゴーカイジャー ゴセイジャー スーパー戦隊199ヒーロー大決戦』『海賊戦隊ゴーカイジャーVS宇宙刑事ギャバン THE MOVIE』にも登場。
- 演じた大葉健二によれば、あんパン好きという設定は監督の竹本弘一が「カレーを食うようなやつ」を求め、三枚目役を引き受けた大葉が志願したところ出てきたものであったという。

デンジブルー
青梅大五郎が変身する戦士。デンジストーンの形は六角形。
サーカス時代のテクニックを応用したアクロバット戦法や動物の特徴を取り入れた技を用いる。ブルースクリューキックが得意技。

黄山 純（）
知能指数200超えの天才大学生で、東明大学の研究室員。数字に強いこだわりを持つ。大らかで穏やかな性格だが恋愛には疎く、意外とおっちょこちょい。大学では宇宙物理学を専攻し、隕石と宇宙生物の研究を行っていた。その天才的頭脳を活かし、科学的にベーダー怪物の弱点を分析し、有効な攻撃法を発見することもある。趣味は乗馬と料理。アスレチッククラブではクラブに通う主婦向けの料理教室と美容体操の講師をしている。さらにデンジマンや子供たちが出入りする喫茶コーナーでも食事や軽食を振る舞っている。得意料理はスパゲティ・ナポリタンとカレーライス。
- 知的なキャラクターとしては意外にも5人の中で一番の怪力の持ち主だが、これはデザイン段階で巨漢として描かれていたことの名残と思われる。児童誌の漫画にも大柄な黄山が描かれているものがあり、それを見た演者の津山栄一は「こんなものは俺と違う」と思っていたという。青梅役の大葉によれば、当初は黄山が三枚目キャラクターとなる予定であったが、津山がこれを嫌がり大葉が三枚目役を引き受けたという。

デンジイエロー
黄山純が変身する戦士。デンジストーンの形は上に丸みを帯びた台形。
多彩なプロレス技を用いるパワーファイターである。ハンマーパンチが得意技。

緑川 達也（）
元警視庁城南警察署の刑事。同じく刑事だった父・達造をベーダー（ムササビラー）に殺されているが、その憎しみを表情に出さない、クールで寡黙な不言実行タイプ。しかし一度熱くなると手がつけられず、悪を憎む秘めた思いは熱い。幼少時に母を亡くしている（第34話）。趣味はギターの弾き語り。アスレチッククラブではボクシングを教えており、警察時代に磨いた射撃能力はデンジマンの中ではNo.1である。元刑事ならではの情報収集能力も優れている。コーヒー派。
デンジグリーン
緑川達也が変身する戦士。デンジストーンの形は上に丸みを帯びた逆三角形。
スピーディな動きと蹴り技を得意とし、ボクシングや射撃技術の応用も用いた正確な攻撃で敵にダメージを与える}。デンジバギーでは射撃手を担当する。グリーンスピンキックが得意技。
- 名乗りシーンでの回し蹴りは、デンジグリーンのスーツアクターである村上潤が『メガロマン』で行っていた旋風脚をアクション監督の山岡淳二が気に入り取り入れたものである。村上自身はきれいに着地するのが難しいので嫌だったと述べており、当初は1回転していたものを半回転に抑えるなどバランスを取る工夫をしている。初期の撮影で山岡が遅刻していた際に村上が脚の振りを省略したところ、到着した山岡に脚を戻すよう言われたといい、村上はアクション監督としてのこだわりがあったのだろうと述懐している。

桃井 あきら（）
デンジマンの紅一点。元テニス選手。テニスの高山コーチをベーダーに惨殺され、一度は戦うものの、テニスの世界チャンピオンの夢があきらめきれず、デンジマンになることを拒んだこともあった。普段はアスレチッククラブで水泳や合気道、テニスを教えている。またピアノの腕もプロ並みで、第12話では志願したゆみ子に教えていた。性格は活発で明朗な才色兼備で、気遣いができるなど優れた才能を持つ。変装が得意。古代織の素質がある。マンションでは一人暮らし。中盤で彼女がデンジ星の末裔だったことが明らかにされた。
デンジピンク
桃井あきらが変身する戦士。デンジストーンの形はスペースストーン。
他の4人に比べてパワーがない反面、テニスプレーヤーらしい反射神経の鋭さと、しなやかな動きと合気道を応用した敵の力を利用する技を生かして戦う。また剣技も用いる。デンジサンダーが得意技。

### デンジマンの関係者
デンジ犬アイシー
一見普通のチャウチャウ犬だが、実はデンジ星の科学者と王家によって技術の粋を結集して作られた電子頭脳と意志を持ち人語を話すロボット犬で、デンジマンの司令官。ロボットだが普通の食べ物をエネルギー源にしており、黄山の料理に文句をつけるなど味にもうるさい。腹が減った時の動物の勘は鋭く、朝食がないとご機嫌斜め。目を光らせることで、目の前の人物がデンジ星人の子孫かその能力を持っているかどうかを見分けることができる。テレパシーやバリアが使えるほか、デンジタイガーやダイデンジンの操縦も可能。最後はバンリキモンスの猛攻に回路が故障して動けないダイデンジンを動かすためにその身を犠牲にしてダイデンジンの破壊された電子頭脳の代わりにメカの一部となった。最終決戦後、デンジマンはアイシーを称えて、アイシーの名を冠したサッカー大会「アイシー賞記念サッカー」を開き、優勝トロフィーにもアイシーの顔を刻んだものを用意した。
- アイシー役のチャウチャウ犬は36話の撮影中に病死しており、以降は別に用意した犬やぬいぐるみの他、以前の映像を流用するなど対応している。

デンジ姫
デンジ星の王家の王女。約3000年前、ベーダー一族によりデンジ星を滅ぼされ、巨大宇宙帆船「グレートクイーン号」で脱出し、宇宙を彷徨っていたが地球に到着し、入植する。デンジ星の末裔を導いている。
劇場版で初登場し、テレビでは第26話よりその存在が語られる。
松尾 千恵子（）
城南署少年課所属の婦人警官で、愛称はチーコ。階級は巡査。城南署の刑事だった緑川とは旧知の仲であり、彼のことを「ミドちゃん」と呼んでいる。早い段階で緑川たち5人に秘密の匂いを感じ、彼らがデンジマンではないかと考えるが、核心に迫ろうとするたびにはぐらかされてしまう。しかし、その後デンジグリーンに「チーコ」と呼ばれたことで自分の考えが正しいと確信し、しばしば怪事件の情報を提供している。1979年度のミス警視庁。第12話より登場。第27話では坂富署少年相談課に異動している。
中井 友子（）
千恵子と行動をともにする同僚の婦人警官。階級は巡査。
大石 源一（）
赤城の道場に通う門下生の少年。小学生5人組のリーダー的存在。蕎麦屋の息子。勉強は全くできないが、皆から慕われている。第19話で祖父の牧場を継ぐため北海道に引っ越した。
野田 三太（）
赤城の道場に通う門下生の少年。小学生5人組の一人。団地住まいの父子家庭。タクシー運転手をしている父親の野田三郎は、赤城の空手の師匠である。危険なことに何かと首を突っ込む。源一に次ぐサブリーダー的存在。
平井 浩（）
赤城の道場に通う門下生の少年。小学生5人組の一人。坊主頭の腕白坊主。夢は野球選手らしい。
佐野 勝男（）
赤城の道場に通う門下生の少年。小学生5人組の一人。食いしん坊。
中川 ゆみ子（）
赤城の道場に通う門下生の少女。小学生5人組の一人。通称ゆみちゃん。赤城に空手を、あきらにピアノを習う。子供たちの中では一番しっかり者で、危ないことはしないが、三太たちとよく一緒にいるために何かと事件に巻き込まれる。

## デンジマンの装備・戦力

### 共通のアイテム・武器・能力
デンジリング
デンジマンのメンバー5人が右手薬指に装着している変身アイテムの指輪。全体は金色で、「D」をかたどった意匠が刻まれている。通信機能やデンジランドの司令室に入るための鍵としての機能がある他、緊急時には非常通信ロケットとして、紙片を詰めた小ロケットを発射することが可能。耐タンパー性は非常に高く、ベーダー一族の力をもってしても破壊できなかった。
「デンジスパーク」の発声と共に  リングを突き出すことで変身する。
デンジ強化服
デンジ星人が開発したデンジ星の超繊維デンジロンで作られた強化スーツとヘルメットで、耐熱、耐寒、耐酸性などに優れている。普段は亜空間フィールドにより極度に収縮されてデンジリング内に収納されている。ヘルメットの額には電子頭脳とデンジ星から持ち込まれたパワーの源デンジストーンが埋め込まれており、デンジレッドの頭部のデンジストーンが最も力が強い。ストーン強奪を目的にデンジイエローが拉致されたこともある。
- 前作『バトルフィーバーJ』が不統一感のあるマスクとスーツの形状の違いで個々の個性を表現していたが、本作品では形状ではなく色で違いを表現するものとなり、「統一された卵型のシルエットのマスクに異なる色」という方向性は、以降の作品でも同様の統一のコンセプトで纏められていった。デンジレッドのマスクのみ、黄色がこめかみに配色されている。
- 撮影用マスクは、電飾を仕込んだアップ用が各2個ずつ用意されたが、当時エキスプロダクションで造形を担当した前澤範は撮影の進行とともに壊れていったことを証言している。

デンジスティック
デンジマンの携帯する大型ナイフ。普段は折りたたまれて右腰のホルスターに収められている。主に接近戦用の打撃武器として使用。日本刀やバットに変形させたり、火事を消し止めるデンジウォーターを放つことも可能。5人合わせて地面に突き立てると火柱が流れる。
デンジパンチ
デンジマンの拳に装着される、特殊金属デンジα鋼製のグローブ。デンジマンのパンチ力を強化する銀色の鉄拳。拳を突き合わせ擦り合わせると装着される。厚さ50ミリメートルの鉄板を貫く威力があり、主に空手家であるレッドが使う。ピンクのみ平手打ちである。また、敵を分断するマグナムパンチと呼ばれる強化版も存在する。
デンジジャンプ
その場で足踏みしてから、最大150メートルもジャンプする。
デンジダッシュ
100メートルを3秒で走る。時速120キロ。時速250キロ以上で走ることも可能。
デンジイヤー
意識を集中させ、10キロ先の音声を聴き取る。
デンジスコープ
デンジ赤外線で物体や、異次元空間、ベーダー怪物が変身した人物の正体をも透視できる能力。胸のマークを右手で押さえて使用する。デンジスコープズーム、超高速分析、音声をとらえることやフィルムの粒子をも放出させることも可能で、フィルムに入ったベーダー怪物を追い出す。
デンジパワー
デンジストーンのエネルギーで、拘束を断ち切る。ダイデンジンも発動可能。
SOS信号
デンジストーンのエネルギーで、デンジランドにSOS信号を送る。
デンジキック
コンクリートの壁も砕くキック。
トゥキック
つま先で岩石などを蹴って砕く。

### 個人技
デンジレッド
デンジ真空げり
空手を応用した、強力な飛び蹴り。ダストラー数人をまとめて蹴り飛ばす威力。
ダブルパンチ
両手で突進するデンジパンチの両手パンチバージョン。

デンジブルー
ブルースクリューキック
空中から放つきりもみ回転キック。
ブルースネーク
中国の蛇拳を応用した技。腕を蛇のように動かして敵を攻撃する。
デンジドリル
体を高速回転させて地中に潜る。潜った後には穴は残らない。17話では全員が使用した。
ブルードリル
空中ブランコを応用した技。体を高速回転させて敵に突進し、一気に蹴散らす。
ブルーキャット
猫のように敵を引っかいて攻撃する。ノラネコラー戦では全員で使用してダメージを与えた。
ハヤブサアタック
隼のように舞って敵にクロスチョップを浴びせる。
カンガルーキック
取っ手や敵などにつかまってから後ろ蹴りを放つ。
フライングアタック
ジャンプして空中から超スピードで敵に体当たりする。
ブルーインパルス・フルパワー
デンジストーンのエネルギーを解放させて、体の拘束を断ち切る。
猿まわり
敵の間でバック転し、そのまま敵を投げ飛ばす。敵に抱きついて顔を引っかくパターンもある。
ハヤブサウォール
並んだ敵の肩に乗り、肩の上を歩くようにして頭部に連続してキックを食らわす。
六段蹴り
空中から6体のダストラーに対し連続でキックを放つ。

デンジイエロー
ハンマーパンチ
デンジパンチを装着し、両手首を合わせ、上空から両手を振り回して敵を殴り飛ばす。厚さ20ミリの鉄板も貫く。
フライングアタック
ジャンプして空中から超スピードで敵に体当たりする。
デンジスープレックス
敵を怪力で締め上げてから投げる。
イエローヘッドバット
デンジストーンのパワーで頭を硬化させ、敵に頭突きを食らわす。
イエローパイルドライバー
敵を羽交い絞めにして上昇し、上空で敵をさかさまにして脳天から地面に叩きつける。
イエロープレーン
敵を頭上に抱え上げ、高速回転しながら放り投げる。
十三文キック
両足で敵を蹴りつけるドロップキック。
尾てい骨割り
背後から敵を抱き抱え、曲げた膝の上に敵を落として敵の尾てい骨を砕く。
デンジショックガン
黄山が発明した銃。銃の発射時の閃光と衝撃音で、相手の意識を約20秒間失わせる。32話で使用。

デンジグリーン
グリーンスピンキック
複数の敵をもなぎ倒す連続回し蹴り。中国拳法の「旋風脚」をモチーフにしている。
デンジクロスカウンター
敵の懐に潜ってパンチを食らわせる。
回転撃ち
敵から奪ったライフルを構え、空中で一回転しながら敵に撃ち込む。

デンジピンク
デンジサンダー
合気道を応用した投げ技。
記憶ビデオ
デンジストーンのデンジコンピュータが記憶した映像を、空中に映し出す。
コンピューター処理能力
デンジストーンの力により、コンピュータのプログラムを解読する。
ウインク
ダストラーを惑わせる技。ゴーグルのため実際にウインクをしているかどうかは定かではない。

### 合体技・必殺技
デンジマンが5人で放つ必殺技には、以下のものがある。発動は、リーダーであるレッドの号令により行われる。
デンジブーメラン
最も多用された決め技。円陣を組んだデンジマンがそれぞれの持つデンジスティックの刃の部分を交差した後、「デンジ！ブーメラン!!」の掛け声で花弁が開くように頭上で合わせると、デンジブーメランとなり、超エネルギーの火花を噴出しながらベーダー怪物へ向かって自動的に飛んでいく。命中の直前に「スパーク！」と叫びながらポーズを決める事で同怪物の目の前で爆発する。大半のベーダー怪物はこの技で爆発後に巨大化するが、まれに巨大戦後の等身大戦ではこの技で同怪物を爆死させた事が数話あった他、最終話でもバンリキ魔王を倒した。
電子稲妻落とし
デンジマンがデンジスティックを持ったままデンジジャンプをし、それぞれが空中で前方回転からの急降下をしながら「フィニッシュ!」と叫んんだ後、全員で「電子！稲妻落とし!!」の掛け声と共にデンジスティックで怪人の脳天を叩きつける。デンジブーメランに次いで使用回数の多い決め技で初使用は第18話。
デンジシャワー
頭部に装備されたデンジストーンからエネルギーを放出し、敵にダメージを与えたり、人間に憑依したベーダーを追い出す。人間に対しては解毒効果がある。23話ではデンジタイガーから照射し、コケラーの細菌に侵されていた人間たちを一度に元に戻した。ダイデンジンも使用可能。
ドラゴンフライ
大きくジャンプして敵に蹴りを食らわせる。
デンジタワー
デンジマンの5人がやぐらを組んで、デンジストーンのエネルギーをスパークさせる。ドラゴンフライなどの技に繋げる。
ショットガン
デンジマン5人で円を組み、「アタック！」の叫びとともに突進して、敵に1人ずつ連続で体当たりをする。敵の包囲網を破る際などに使用される。
電撃アタック
デンジマンが突撃しながらそれぞれの個人技を連続で放ってダストラー軍団をなぎ倒す。基本的にはレッドのデンジ真空げり→ブルースクリューキック→イエローのフライングアタック→グリーンスピンキック→ピンクのデンジサンダーの順で放っていく。
デンジサークル
デンジマン5人がとんぼ返りをしながら敵に蹴りを食らわせる。
スクランブルチェーン
デンジマン5人が腕を組んで、レッドを軸にして回転しながら敵を吹き飛ばす。
ブルーロケット
ブルー以外のデンジマン4人が卍型に腕を組み、ブルーがそれを踏み台にしてジャンプ、頭から敵に突進する。
デンジスーパーサイエンス
デンジストーンからショック光線を放つ。タイムラーの時間を操る能力を破った。
デンジトリック
デンジマン5人が高速でバラバラに走り、敵を撹乱させる。
デンジ影分身
デンジマン5人それぞれが3人ずつに分身し、計15人でショットガンを発動して敵を撹乱する。ニンポーラーに使用。
デンジ風返し
5人が輪になって腕を組み、回転して強風を発生させる。
デンジスプレー
怪物の体内に入った人間を外に出すための技。怪物を取り囲んで怪物を回し、逆さにして高所まで持ち上げた直後、一気に降ろして頭を地面に打ち付けてショックを与える。サキソホンラーからデンジイエローを出すために使った。

### 基地・メカニック
デンジランド
デンジマンたちの秘密基地。3000年前、滅亡寸前のデンジ星から地球に飛来した恒星間航行が可能な巨大宇宙船兼超要塞で、南海の無人島として岩山状にカモフラージュされている。内部はデンジ星人の意思が内蔵された高性能コンピューター・デンジコンピューターでセキュリティ管理され、デンジマンたちが待機する指揮所や各メカニックの格納・発進設備がある。デンジマンたちが働いているアスレチッククラブとデンジランドはマッハ3の速度を誇る高速移動メカデンジシューターで繋がっており、わずか10秒で往来できる。
デンジマシーン
デンジレッド専用バイク。デンジα鋼製。サイドカーが装備されており、デンジピンクがよく乗り込む。額のデンジストーンによるオートコントロールも可能。
デンジマシンガン2門、デンジミサイル、レーダー、自動操縦機能、水中用エアボンベ、対空砲を装備。
- 玩具「ポピニカ デンジマシーン」では、初期版ではサイドカー用のフィギュアはデンジブルーであったが、後期版では劇中にあわせデンジピンクに改められた。

デンジバギー
デンジレッド以外のメンバーが使用する専用バギー。デンジα鋼製。ナンバーは、「足立11せ50-55」。パトロール用デンジエネルギーを使用するため、故障がない。
座席後部には対ベーダー無反動砲を装備。
デンジクラフト
デンジマン専用ホバークラフト。デンジα鋼製。5人分各色のクラフトがある。水上速度は時速100キロメートル、陸上速度は時速120キロメートル。
船体の両脇に2基のミサイルを装備。
- ベースは波のないプールで使用するための遊覧用ホバークラフトで、劇場版の海上撮影のために用意されたものの、高波のせいで航行不能となり、本編には登場しなかった。実際の撮影ではモーターボートが用いられている。

デンジタイガー
陸・海・空を自在に運行する万能戦闘母艦。宇宙空間では光の速度を越えることも可能。内部にデンジファイターを格納。戦地まで輸送し、前部甲板を展開させることで発進させる。
機体後部艦橋司令塔左右にある2門のミサイル砲デンジミサイルが武器で、艦尾には大型のクレーンを装備している。自動操縦でダイデンジンを援護射撃することもある。
- ラフ案ではキャタピラがむき出しとなっていた。
- ミニチュアは3尺サイズが存在する。ウェザリングは前作のバトルシャークよりも抑えられている。その造形はイギリスのジェリー・アンダーソンのプロダクションで高く評価されており、村上克司が同社を訪問した際、プロダクション側は制作者当人が来たとは知らずに「これは素晴らしい。こういうのを作りたいんだ」とDXデンジタイガーを見せたという。
- デンジファイターを発進させる際のカタパルトの変形ギミックは2パターン存在し、状況に応じて使い分ける。市販されているデンジタイガーの玩具は全て2パターン中1種類の変形ギミックのみ採用されている。

デンジファイター
ダイデンジンに変形する巨大戦闘機。自動操縦も可能。戦闘機と名がついているが、無人でデンジタイガーから発進後すぐに変形するため、ファイター状態での戦闘シーンは本編では描かれなかった。
後年の『百獣戦隊ガオレンジャーVSスーパー戦隊』でデンジレッドと共に登場した際に初めて戦闘シーンが描かれ、機銃攻撃を行う。
ダイデンジン
デンジファイターがファイターチェンジ・ダイデンジンにより変形した巨大ロボ。装甲はデンジα鋼製。変形完了後、デンジレッドの「アクション」の発声と共に起動スイッチを押し、腹部のパネルと目の電飾が輝いた後に戦闘に入る。無人で変形した際には、デンジマンは足部から乗り込み、エレベーターで口の部分にあるコクピットに入り、3点式のベルトを締めるというプロセスがある。
『ゴーカイジャー ゴセイジャー スーパー戦隊199ヒーロー大決戦』にも登場。
- 本作品のモチーフが電子のため、当時のコンピューターを彷彿とさせる格子状の目となっている。
- 空母から発進するという設定は、当時の他のロボットアニメの玩具類にて変型合体が主流となっていたため、その区別の措置として「基地遊び」が出来ることを強調するものとなった。
- スーツは前作のバトルフィーバーロボと同様のFRP製のスーツのほか、ビニール系素材で表面処理を施したウレタン製のアクション用スーツも用いられた。以後『未来戦隊タイムレンジャー』までのスーパー戦隊シリーズの主要ロボットでは、アップ用とアクション用の2つのスーツが用いられるようになった。

武装・技
これらの武装は専用回路により、デンジマン以外使用できないようになっている。
デンジ剣
ダイデンジンの主装備。地面に突き刺して地に火柱を走らせる攻撃も可能。
必殺技はデンジ剣を右手で満月を描くように一回転させた後に両手で持ち、振り下ろして一刀両断するデンジ剣・電子満月斬り。刀身には「D」マークと「DENZIKEN」の銘が刻まれている。
デンジボール
トゲが付いた鉄球。
ダイデンジンブーメラン
周囲が刃になっているブーメラン。全長25メートル・重量10トン。
ダイデンジンパンチ
連続パンチ。
ナックルパンチ
拳を飛ばす。
デンジ○○返し
番組後半、デンジ剣を構えて発光させ敵の攻撃を弾く技。○○には「錆」「音波」「毒蛾」「魔力」などの言葉が入る。また、「返し」の代わりに「落とし」と呼ばれることもある。岩石シャワー返しなど「デンジ」が付かない場合もある。
デンジダーツ
第32話で使用。ダートラーに対抗して用いたダーツの矢。
スペック
| 名称             | 全長           | 重量               | スピード                                                                      | スピード                                                                      |
| ---------------- | -------------- | ------------------ | ----------------------------------------------------------------------------- | ----------------------------------------------------------------------------- |
| デンジタイガー   | 200 m[出典 36] | 120,000 t[出典 36] | - 650 km/h（地上）[出典 37] - マッハ8（空中）[出典 36] - 100 km/h（水中）[65] | - 650 km/h（地上）[出典 37] - マッハ8（空中）[出典 36] - 100 km/h（水中）[65] |
| デンジファイター | 50 m[出典 36]  | 50,000 t[出典 36]  | マッハ15[出典 38]                                                             | マッハ15[出典 38]                                                             |
| デンジマシーン   | 2.3 m[出典 36] | 450 kg[64][65]     | 450 km/h[出典 36][注釈 26]                                                    | 450 km/h[出典 36][注釈 26]                                                    |
| デンジバギー     | 3.6 m[出典 36] | 800 kg[64][65]     | 350 km/h[出典 39]                                                             | 350 km/h[出典 39]                                                             |
| デンジクラフト   | 3 m[66][65]    | 140 kg[66][65]     | - 100 km/h（水上）[66][65] - 120 km/h（陸上）[66][65]                         | - 100 km/h（水上）[66][65] - 120 km/h（陸上）[66][65]                         |
| ダイデンジン     | 65 m[出典 40]  | 50,000 t[出典 40]  | 飛行速度：マッハ10[出典 41]                                                   | 500万馬力[出典 34]                                                            |

## ベーダー一族
異次元宇宙に潜む好戦的な別世界の人類の種族。幹部全員が顔出し俳優による人間である。爆発によって故郷のベーダー星を失っている。一般の宇宙とは全く異なる美醜の感覚を持ち、人間が美しいと思うものを醜いと感じて嫌悪し、ヘドロなどの汚いものを美しく感じる。デンジ星を始めとする多くの星々を滅ぼしており、地球もガスやヘドロで渦巻く腐った世界に改造しようとする。異次元空間に浮かぶ巨大なベーダー魔城を本拠地にしている。怪人までがヘドリアン女王のカリスマ性に忠誠を誓い、歴代でも屈指の結束の固さを誇る敵組織だが、客将バンリキ魔王の参入以降大きく引っ掻き回されることとなる。名前はヘドリアン女王と元々ベーダーではないバンリキ魔王一派を除き、全て「○○ラー」で統一されている。
各キャラクターの身長・体重などの設定はない。
ヘドリアン女王
ベーダー一族の最高権力を持つ女王。ベーダー一族に対する慈悲深さと、侵略目標となった惑星への果てしない憎悪が同居する。第35話では一度だけコミカルな描写があった。全宇宙で自分が最も美しい存在だと鏡に向かって豪語する。強力な超能力を持っており、呪いや妖魔術を得意とする。スリーサイズはB:98、W:98、H:98。年齢は7,600歳。バンリキ魔王の反乱によってベーダー城を乗っ取られ、最終話までに全ての部下を失い、ついに魔王によって死に追いやられた部下たちの仇を討つため宿敵デンジマンにミラーが変身した水晶玉を介して妖魔術でバンリキモンスの弱点を教え、デンジマン逆転勝利の鍵を与えた。ベーダー城へ攻め入ってきたデンジマンにホログラフィーで別れの言葉を告げ、いずこともなく消え去る。その直後、ベーダー城は自爆した。
- デザインは野口竜が担当。デザイン段階で配役を曽我町子にすることが決定しており、初めから彼女を想定してのデザインがなされている。プロデューサーの吉川進からの要望により胸が強調されている。衣装の白い部分は骨をイメージしている。
- 頭部の角はセットに引っかかることが多く、曽我本人からの苦情も出ていたため、次作での登場時には角のないデザインに変更された。

『太陽戦隊サンバルカン』
第4話から50話まで登場。北極の氷の中で眠っていたが、第5話でメカ心臓を移植され機械人間として蘇生し、人類征服のため共通の敵となるサンバルカンを倒すべくブラックマグマと手を組んだ。ブラックマグマではヘルサターンに次ぐナンバー2という高い地位を与えられている。ベーダー一族のころと同様に、強力な妖魔術を使いこなす反面戦闘力はほとんどなく、人間を精神面から破壊する頭脳的な作戦を好む。「道楽」で作戦行動を立案するといったように、ベーダー一族のころよりも軟派・コメディな一面が強調された。終盤、アマゾンキラーと共謀し機械帝国の乗っ取りを画策するもメカ心臓の腐食が原因で病死する。最終話にはヘルサターン総統とともに「全能の神」の使いとして登場した。

ヘドラー将軍
ベーダー一族の戦闘司令官。女王に絶対の忠誠を誓う、部下からの信頼も厚い武人である。バンリキ魔王参戦までは、唯一の男性幹部。バンリキ魔王の反乱時にバンリキ魔王と互角に渡りあうほど実力の持ち主であり、女装を含めた変装も巧みで、自ら作戦指揮を執ることもある。特に剣術を得意としており、サーベルを武器に戦う。バンリキ魔王との確執の末、遠回しに戦死を命じられ、「バンリキ魔王に手柄を奪われるくらいなら」と悲壮の覚悟を持ってデンジマンとの決着をつけるべく女王から授かったベーダーの剣を用い自ら巨大化してダイデンジンと戦うが、電子満月斬りで剣ごと両断されて敗れ去る。ヘドラーの武人気質は敵であるデンジマン、特にデンジレッドからも敬意を抱かれ、ヘドラー戦死直後、彼を破ったデンジマンから敬礼された。
第34話ではヘドラーの前任者として、誤ってビーダマラーの卵を地上に落としたヒダラー前将軍の名が語られている。
- デザインは野口竜が担当。ヘドリアン女王同様、鎧の白い硬質なパーツは骨をイメージしており、肋骨に似せている。
- 関連書籍では初期の髭のないスチール写真が掲載されることも多いが、本編では貫禄を出すために立派な髭を蓄えている。「香山浩介さんは、最初は設定になかった口髭を自分で工夫して付けたりして頑張ってくれました」と吉川進は語っている。

ミラー
女スパイ。戦闘隊長。女王の姿鏡や女王の妖魔術をサポートする水晶玉などに変身。決戦時には現場の指揮官としてケラーとともに現れ、短剣を翳して「抹殺(せよ)！」のコードで攻撃指令を出す。
最後は女王を守り、バンリキモンスの弱点を探り出すためにバンリキ魔王に寝返ったふりをして、その弱点が尻尾であることを探り出した。そして女王の下に参じて弱点が尻尾であることを伝え、自らも水晶玉に変じて、女王がアイシーに弱点を伝えることに成功する。バンリキモンスが倒されたことに怒り狂った魔王に急襲されるも、隙を見て魔王に光線を浴びせて失明を伴う致命的なダメージを負わせる。しかし失明で狂乱した魔王の槍をその身に受けてしまい、女王の腕の中で息絶えた。
- デザインは野口竜が担当。ヘドリアン女王と同様にデザイン段階で配役が決定しており、吉川の要望により色っぽくデザインされた。
- 黄金の衣装は『宇宙刑事シャリバン』第42話など、東映特撮作品にたびたび流用されている。

ケラー
女スパイ。戦闘次長。決戦時には異次元からミラーとともに現れ、戦闘現場の指揮を補佐する。変装を伴う諜報活動に関しては、ミラーより得手。女王を守る盾に変身。頭にある緑色の石から催眠光線を発射する。第15話では海賊ラジオ放送のＤＪを務め、ローラーディスコ（en）「ヤング」のカリスマ「スタークィーン」に扮して、若者の集団催眠を企んだ。最後は女王を庇いバンリキ魔王に倒される。
- デザインは野口竜が担当。黄金のセクシーなミラーに対し、小悪魔的なかわいらしい白銀のデザインで描き分けられた。

ベーダー怪物
ヘドラー将軍が作戦の度にベーダーの卵を選択し、孵卵器で育てられ、怪物製造レンジで孵化・誕生するベーダー一族の怪人。怪物製造レンジを経ずに誕生した場合人間の姿で孵化するが、成長期に入ると怪物としての本能が現われ始め、最終的に怪物と化する。ビーダマラーがこれに該当する。自らの細胞体の配列を組み換えることで、作戦に応じて自由自在に巨大化したり元の大きさに戻ったりできる上、逆にミクロ化することも可能。またダートラーなど人間体での活動が多い者も存在する。怪人は左右非対称のデザインのものが多い。
ベルトのバックル部には製造番号があしらわれている。第1話のムササビラーが「00番」であるため、番号は「話数-1」で設定されているが、第18話 - 第20話および第24話 - 第26話ではそれぞれナンバーが前後し、バンリキ魔王初登場となった第37話ではベーダー怪物は登場せず、前回（第36話）のノラネコラーは「35番」なのに対し、次回（第38話）登場のカマキラーは「36番」、その次回（第39話）のアクマラーは「38番」となっているため、「37番」の怪物は未登場となった。また劇場版登場のアンゴラーは、製造番号の代わりにベーダーの紋様が配されている。
ジシンラー以下7名はデンジマンやその関係者、デンジランドなどを狙う目的で使役され、サッカラーはテロ作戦を実行したが、勲章を餌に、バンリキ魔王について、ヘドリアン女王を裏切り、ケンダマラーに処刑された。
第4話までは、巨大化後ダイデンジンに首を切断されて倒されており、遺された首はベーダー側に回収されベーダー城に陳列されていた。
- デザインを担当した野口竜は、不安な存在であることを表現するために曲線を多用した左右非対称のデザインとし、片側が「生」、反対側が「死」をイメージしている。初期は特にモチーフを設けず後付で名称が決められていたが、プロデューサーの吉川進の意向により子供たちにわかりやすいモチーフが取り入れられていった。

ダストラー
単純細胞によって作られる即席の下級兵士。1つの卵から複数体が孵化する。武器は大鎌。その死を女王に哀惜されるなど、大切に扱われるベーダー怪物以上の構成員と違い、女王の機嫌を損ねて（野球が下手など）処刑されることもあり、終盤ではバンリキ魔王の反乱に加担した者もいた。
- デザインは野口竜が担当。軍団としての統一感を狙って、骨を意識した模様が体に描かれている。布の覆面のような頭であったため、簡易化したドクロでシンプルにデザインされた。

### ベーダー一族の戦力
ベーダー魔城
ベーダー一族の居城。
- デザインは野口竜が担当。

ベーダー特別戦闘機
前部に2門のバルカン砲を持つ小型戦闘機。編隊で敵に襲い掛かる。
- デザインは野口竜が担当。

## 第三勢力
本作品では、シリーズで初めて第三勢力が登場した。
バンリキ魔王
第37話から第51話に登場。ベーダー一族を乗っ取ろうと企むへび座暗黒星雲から来た宇宙を放浪する無法者。地獄の使者で宇宙の用心棒と自称している。好物はベーダー怪物の卵。またバンリキモンスによって小さくされたダストラーを踊り食いのごとく食い殺し、「珍味じゃ」と言いきっている。自らの意志で巨大化もでき、ダイデンジンの必殺技、電子満月斬りを真剣白刃取りで受け止めるなどの実力を見せ互角以上に渡り合ったこともある。自身の戦闘力も相当なもので、自らも槍と両腕の手甲に仕込んだ剣を用いて戦っている。また、火球へと姿を変え、攻撃を仕掛ける。身体もこれまで無敵を誇ったデンジパンチにもビクともしない硬さを備えている。美醜の感覚はベーダー一族同様なのか、醜いデスマスクラーを前にして「これは綺麗な女だ」と喜んだ。また大酒飲みで、普段はベーダー城で食っては寝るの生活を送り、ヘドリアン女王に「一緒に一杯やらんか」と誘って「無礼者」と罵られたり、その後も女王に「食って飲んで寝る、まるで豚じゃ」と軽蔑されるなど、登場後しばらくは野心を隠していたが、物語終盤ついにベーダー一族に反乱を起こす。サッカラーを懐柔しての一度目の反乱は失敗し、マネキンのような状態にされた。しかし、密かにバンリキモンスの卵を放っておいたことでバンリキモンスが誕生して解放され、その勢いに乗って再び反乱を起こし一時的にベーダー城を乗っ取ることに成功する。しかしヘドラー将軍を死地に追いやるなど傍若無人に振舞ったため、ヘドリアン女王たちの逆襲に遭って虎の子のバンリキモンスを失う。その原因となったヘドリアン女王を殺そうとするもミラーの光線で重傷を負わされ失明し、ほうほうの体で地上に逃亡したところでデンジマンと遭遇してしまい、デンジブーメランであっけなく倒された。
次作『太陽戦隊サンバルカン』では、アマゾンキラー登場時のヘドリアン女王の会話で、名前のみ登場している。
- デザインは野口竜が担当。デザイン段階で配役が大前均に決定していたため、大前の肉体を活かした露出の多い衣装となった。当初、右肩を露出させて左側に鎧があるデザインだったが、演者である大前が左利きである関係で左右逆に変更された。ほかの幹部との統一感を出すために、骨を意識して白と黒でまとめている。

バンリキモンス
第49話から第51話に登場。バンリキ魔王の部下。ベーダー怪物同様卵から誕生した。口から吐く白煙はマネキンにされた魔王を解放したり、ダストラーを小さくしたりする。魔王以外の命令には一切従わず、彼の命令で自在に巨大化できる。最大の武器は尻尾からの強大な念動波で、これを発してダイデンジンを起動不能にした。両手からはミサイルを発射する。しかし、尻尾は最大の武器であると同時に弱点であり、魔王がエネルギーを尻尾に充填しているところを偶然にもミラーに見られたことから、へドリアン女王の妖術によってアイシーの知るところとなる。最期はアイシーがその身を犠牲にして復活させたダイデンジンに弱点の尻尾を攻撃され、電子満月斬りで倒される。
- デザインは野口竜が担当。

## 設定
デンジ星
銀河系のはるか彼方に存在していた惑星。かつてその文明力と科学力は栄華を極め、平和な星だった。発達した科学と豊かな自然が調和し、人々の顔には常に笑顔がほころんでいた。
しかし、3,000年前、ベーダー一族が送り出したウミツラーによって、デンジ星は滅んだ。ある日、水道から軟体物が発生。海が腐り、霧雨が降り続き、花や木もすべて枯れ果てた。霧雨には酸が混じっていたため、ビルや高速道路の鉄骨は腐り落ちて崩れてしまった。ウミツラーは腐った海に津波を起こし、人も街も、すべてが腐った海の底に溶けてしまった。デンジ星の科学者たちはベーダー一族の侵略に気づいてダイデンジンを組み立てたが、時すでに遅かった。
デンジ星の科学者と生き残ったわずかなデンジ星人たちは、完成したダイデンジンと共に太陽系の地球に向けて脱出。地球への移住を夢見てデンジランドで旅立った。デンジランドはデンジ星人のノアの箱舟だったのだ。しかしウミツラーは自ら作り出した軟体物をデンジランドにも潜り込ませていたために乗員が滅び、地球に降り立った後、デンジランドを司るコンピューターはアイシーの記憶装置に電子戦隊の結成を残し、時を待ち続けた。電子戦隊の戦いはデンジ星の弔い合戦でもある。劇中では7話で明かされた。45話ではデンジ姫の子孫が登場したが、デンジ星人としての能力は失われていた。
マヤ族の金星の暦、古代エジプトのピラミッド、ナスカ高原の図形・ピリレイスの地図などの超古代文明は、地球に伝播したデンジ星の知識であると言われている。

## キャスト
青梅大五郎/デンジブルー役の大葉健二は、前作『バトルフィーバーJ』からのスピンオフで出演を依頼したことを、後に吉川進が明らかにしている。また、緑川達也/デンジグリーン役の内田直哉も、同作品の第16話にゲスト出演しており、同話数を演出した監督の竹本弘一からの推薦で、本作品に起用された。第26話ゲストの中尾隆聖は、当時内田とユニットフォーインワンとして活動していた縁から起用された。

### レギュラー・準レギュラー
- 赤城一平 / デンジレッド - 結城真一
- 青梅大五郎 / デンジブルー - 大葉健二[注釈 31]
- 黄山純 / デンジイエロー - 津山栄一
- 緑川達也 / デンジグリーン - 内田直哉
- 桃井あきら / デンジピンク - 小泉あきら
- デンジ姫 - 舟倉たまき（第26,45話）
- 松尾千恵子巡査 - 酒井ゆきえ（第12 - 16,18 - 20,22,23,26,27,32,34,38,42,43,47,49,51話）
- 中井友子巡査 - 阿竹真理（第15,16,18,20,23,26話）[注釈 32]、日高久美子（第34,38,42,47,49話）
- 松尾千恵子巡査の同僚（婦人警官） - 城山いづみ（第51話）[注釈 33]
- 大石源一 - 安藤聖一
- 野田三太 - 安保幸宏
- 平井浩 - 後藤忠勝
- 佐野勝男 - 柿原栄一
- 中川ゆみ子 - 杉本華恵
- ヘドラー将軍 - 香山浩介
- ミラー - 美川利恵
- ケラー - 湖条千秋
- ヘドリアン女王 - 曽我町子
- バンリキ魔王 - 大前均（第37話 - ）

### 声の出演
- デンジ犬アイシー - 京田尚子
- ベーダー怪物 - 飯塚昭三（過半数のエピソード）
- デンジランドのコンピューター - 渡部猛
- ナレーター - 大平透

### ゲスト
- 緑川達造 - 長島隆一（第1話、第22話）
- 大学教授 - 外山高士（第1話）
- 高山コーチ - 山口茂樹（第1話）
- カップル - 大山幸英、松本絵里（第1話）
- 佐藤いずみ - 日比奈男美（第2話）
- 西岡アナウンサー - 木村修（第3話）
- 少年 - 田中康隆（第3話）
- サチ子 - 三原順子（第4話、第21話）
- 高木ありさ - 相川敬子（第4話）
- 牧おとえ - 島田弘美（第4話）
- 美女 - 林真由美、小熊麻由美、松下やよい、林美枝子（第4話）
- 野田三郎 - 河合絃司（第5話）
- 黒部 - 杉義一（第5話）
- まさよ - 高萩澄恵（第5話）
- 主婦 - 八百原寿子（第5話）
- 美坂香織 - 石島美樹（第6話）
- 継母 - 木村有里（第6話）
- 釣り人 - 木村修（第7話）
- 撮影所のスタッフ - 五野上力（第8話）
- 映画館の館長 - 松下昌司（第8話）
- 風間雄一 - 仲恭司（第9話）
- 風間みやこ - 山本直子（第9話）
- 藤堂八郎 - 大木史朗（第9話）
- 香山画伯 - 伊藤亨治（第9話）
- 小林天山 - 山浦栄（第9話）
- 小学校教師・純子（三太達の担任） - 平野真理（第10話、第14話）
- 大石松子 - 船場牡丹（第10話、第14話、第19話）
- 浩の母 - 沢柳迪子（第10話、第14話）
- 花屋 - 門谷美佐（第10話）
- 夏子 - 古川ゆみ子（第11話）
- 紀夫 - 菅原紀彦（第11話）
- 医師 - 大矢謙臣（第11話）
- 中川清子 - 霧静香（第12話、第14話）、中真千子（第36話）
- 藤村美香 - 長谷川真弓（第13話）
- 藤村博士 - 新井和夫（第13話）
- 藤村博士の助手 - 井上清和、益田哲夫（第13話）
- 上松剛 - 植松健（第15話）
- 剛の母 - 松風はる美（第15話）
- 浅野雄一 - 伊藤たくみ（第16話）
- 浅野教授 - 長沢大（第16話）
- 浅野夫人 - 赤司まり子（第16話）
- 小川教授 - 高野隆志（第16話）
- タクシー運転手 - 泉福之助（第16話）
- 草間投手 - 日吉としやす（第17話）
- 草間球太 - 根岸智夫（第17話）
- 玉木選手 - 佐藤淳一（第17話）
- 海原洋太郎 - 野内俊司（第18話）
- 小学校教師・海野（海彦一族の末裔） - 高橋利道（第18話）
- 松本なるみ - 谷田川知恵（第19話）
- 松本直也 - 武見潤（第19話）
- 白井チーフ - 佐々木敏（第19話）
- なつき - 萩原純（第19話）
- 茂 - 劔弘紀（第20話）
- 医師 - 山田光一（第20話）
- 時夫 - 友金敏雄（第21話）
- 死神党リーダー - 速水隆（第21話）
- 死神党員 - 岡本美登（第21話）
- カモちゃん - 鴨下正直（第21話）
- 黒鬼健造 - 栗原敏（第22話）
- 中谷 - 団巌（第22話）
- 郷原 - 美原亮三（第22話）
- ライフル魔 - 関根直秀（第22話）
- 山倉アナウンサー - 木村修（第22話、第27話）
- 若松鉄夫 - 林家源平（第23話）
- コケラーに操られる男 - 岡本美登（第23話）
- 山下ユリ - 塩月徳子（第24話）
- ユリの母 - 八百原寿子（第24話）
- 怪力男 - スーパー・力（第24話）
- 歯医者 - 佐藤晟也（第24話）
- 歯科衛生士 - 伊藤京子（第24話）
- 礼子 - 大山いづみ（第25話）
- 礼子の父 - 相馬剛三（第25話）
- 映画館の観客 - 麻生茂（第25話）
- 吹雪豪 - 中尾隆聖（第26話）
- ラジオのパーソナリティ - 田川勝雄（第26話）
- マスター - 横山稔（第26話）
- ライダー - 益田哲夫（第26話）
- ラジオ番組のスタッフ - 内田修司（第26話）
- 三平 - 藤森政義（第27話）
- 三平の相棒 - 池田進（第27話）
- 主婦 - 八百原寿子、村松美枝子、原あけみ（第27話）
- デリンジャー - 中田博久（第28話）
- 西刑事 - 斉藤真（第28話）
- 塗装業者 - 三重街恒二（第28話）
- ポール伊崎[注釈 34] - 倉地雄平（第29話）
- ベーダーの取引相手 - 高橋利道（第29話）
- サブ - 山田隆夫（第30話）
- マツ - 星純夫（第30話）
- シロー - 鈴木弘道（第30話）
- ゆかり - 成瀬静江（第30話）
- 金杉 - 松下昌司（第30話）
- 朝風まり - 朝風まり（第31話）
- 朝風天山 - 高原駿雄（第31話）
- 真理 - 近藤真理（第32話）
- 真理の母 - 一柳みる（第32話）
- 三郎 - 杉欣也（第33話）
- ヨーコ - 田中由美子（第33話）
- 迎賓館の係員 - 佐川二郎（第33話）
- 修理工 - 鈴木志郎（第33話）
- 古川町子 - 町田祥子（第34話）
- 幼少期の俊介 - 亀村祐輔（第34話）
- 戸川六助 - 吉田義夫（第35話）※古代織家元156代目
- 老婆 - 小甲登枝恵（第35話）
- 竹の子族 - 青柳鉄也、中原晴子（第35話）
- 雷太 - 田中和則（第38話）
- 雷太の父 - 佐藤晟也（第38話）
- 雷太の母 - 中村万里（第38話）
- ジョギングの男 - 東山茂幸（第38話）
- 雷太の担任 - 東真理子（第38話）
- 秋本 - 渋谷昌道（第39話）
- 林典子 - 里見和香（第39話）
- 香山久美子 - 浦谷ひづる（第39話）
- トシオ - 三浦憲（第39話）
- レイコ - 石川洋子（第39話）
- 妖魔術の会会員 - 前島良行（第39話）
- 岬達也 - 春田純一（第40話）
- 高山竜 - 栗原敏（第40話）
- 天田 - 竹下佳男（第40話）
- 天田の妹 - 中川みどり（第40話）
- 岬達次 - 上平幸忠（第40話）
- 早川秀一 - 佐藤たくみ（第42話）
- 誘拐された美女の父 - 山田光一（第43話）
- 空腹の老人 - 岩城力也（第44話）
- 母親 - 福島歳恵、石田裕子（第44話）
- 有明夕子 - 舟倉たまき（第45話）
- 園長 - 岸井あや子（第45話）
- 道郎 - 圓山淳也（第45話）
- 伸 - 永井秀男（第45話）
- あっこ - 石井亜希子（第45話）
- ミユキ - 三好里美（第46話）
- タケシ - 村田博（第46話）
- ミユキとタケシの友達 - 伊達直敏、下川洋一（第46話）
- ダストラーが化けた中年男性 - 大東梁佶（第46話）
- 司会者 - 幡野芳美（第46話）
- 人魚姫 - 増田めぐみ（第47話）
- 洋服屋 - 木村修（第47話）
- 靴屋 - 田代潤（第47話）

※漢字表記は、ファンタスティックコレクションNo.39『電子戦隊デンジマン』朝日ソノラマ（1984年）、テレビマガジン特別編集『スーパー戦隊大全集』講談社（1988年）ISBN 4061784099に拠る。

### スーツアクター
ダイデンジン役として日下秀昭が初参加し、以後のシリーズでも戦隊ロボ役のスーツアクターとして定着した。デンジピンク役の竹田道弘も本作品で初めて女性キャラクターを担当した。
デンジグリーン役の村上潤は撮影中に膝を負傷し、代役を務めていた柴原孝典が後半を担当した。
- デンジレッド[33][98] - 新堀和男
- デンジブルー[出典 42] - 大葉健二
- デンジイエロー[33][98] - 伊藤久二康
- デンジグリーン[出典 43][注釈 35] - 村上潤
- デンジグリーン（代役）[99][100][97] - 柴原孝典
- デンジピンク[出典 44] - 竹田道弘
- デンジピンク（第25話、第26話）[101] - 小野寺えい子
- ダイデンジン[出典 45] - 日下秀昭
- ダストラー[102] - 卯木浩二
- ダストラー[103] - ショッカーO野
- その他 - 城谷光俊[104]

## スタッフ
- 原作 - 八手三郎
- 連載 - テレビマガジン、てれびくん、テレビランド、冒険王
- プロデューサー - 落合兼武（-第18話）・碓氷夕焼（第10話-）（テレビ朝日）、吉川進（東映）
- 脚本 - 上原正三、江連卓、曽田博久、高久進
- 技斗 - 山岡淳二（第1-49話）、古賀弘文（第50、51話）（ジャパンアクションクラブ）
- 監督 - 竹本弘一、広田茂穂、平山公夫、小林義明、よしかわいちぎ、服部和史
- 音楽 - 渡辺宙明
- 撮影 - 石橋英敏、相原義晴、いのくままさお、加藤弘章、西山誠
- 照明 - 富樫政雄、高橋道夫、石垣敏雄
- 美術 - 森田ふみよし、宮国登
- キャラクターデザイン - 野口竜、久保宗雄、増尾隆之、渡部昌彦
- 録音 - 佐藤修一、上出栄二郎
- 効果 - 阿部作二
- 選曲 - 石川孝
- 編集 - 山口一喜、松谷正雄
- 助監督 - 稲垣信明、服部和史、鹿島勤、小中肇、三ツ村鐵治、市川敏美
- 計測 - 石山信雄、小泉貴一
- 記録 - 石川和枝、栗原節子、河辺美津子、堀良子、福島勇子、藤本洋子
- 進行主任 - 桐山勝、奈良場稔、小林親正、小原武羅夫、後藤香、吉野晴亮
- 装置 - 紀和美建
- 操演 - 佐藤幹雄
- 美粧 - 太陽かつら
- 衣裳 - 鷹志衣裳
- 企画協力 - 企画者104
- キャラクター制作 - エキスプロダクション
- 視覚効果 - デン・フィルム・エフェクト
- 合成 - チャンネル16
- 音楽制作 - あんだんて
- 現像 - 東映化学
- 車輌制作 - 十和モーター
- オートバイ協力 - 鈴木自動車
- 車輌協力 - MAZDA
- 撮影協力 - 後楽園ヘルスクラブ、矢野大サーカス
- 特撮 - 特撮研究所
  - 操演 - 鈴木昶
  - 美術 - 大澤哲三
  - 撮影 - 高橋政千
  - 照明 - 日出明義
- 特撮監督 - 矢島信男、佐川和夫
- 制作 - テレビ朝日、東映、東映エージエンシー

## 音楽
主題歌
オープニングテーマ「ああ電子戦隊デンジマン」
作詞：小池一夫 / 作曲・編曲：渡辺宙明 / 歌：成田賢
ノンクレジットだが、コーラスを担当しているのは、アニメ『機動戦士ガンダム』のテレビ版主題歌でもコーラスを担当したミュージッククリエイションというグループ。イントロの印象的なシンセパートは、当時YMOのシンセサイザーオペレーターとして活躍していた松武秀樹によるものである。
テレビサイズは、コーダがフルサイズより1小節短い形で録音された。しかし、実際のオープニングでは、コーダをフルサイズのものに差し替え、他の部分を編集して1小節短くした形で使われた。第2話までと第3話以降では異なる形に編集されている。
- 第2話まで：イントロを2小節カットし、中間部のコーラスを1小節多く繰り返す
- 第3話以降：イントロを1小節カット

また、テレビサイズは予告編音楽としても使われており、そちらではコーダが未編集のままになっている。
フルサイズ、テレビサイズともに、サビにもコーラスが入っているが、商品化している音源には入っていない。カラオケにはコーラスが入っている。
オープニングの映像は都合3つのバージョンが存在しており、東映ビデオの『東映TV特撮主題歌大全集』（ビデオ、LD、DVDのいずれも）には後期のバージョンが収録されている。
劇場版のオープニングでは2番まで使用されている。
たいらいさおによるカバー版も存在する。
エンディングテーマ「デンジマンにまかせろ!」
作詞：小池一夫 / 作曲・編曲：渡辺宙明 / 歌：成田賢
ヴォコーダーの音は渡辺宙明の声を加工したもの。

挿入歌
「戦う電子戦隊デンジマン」（第27・29・30・32話・劇場版）
作詞：八手三郎 / 作曲・編曲：渡辺宙明 / 歌：成田賢、こおろぎ'73
第20・32・51話ではインストゥルメンタル版が使用された。
「星からきた超兵器」
作詞：八手三郎 / 作曲・編曲：渡辺宙明 / 歌：成田賢、こおろぎ'73、コロムビアゆりかご会
第33話ではインストゥルメンタル版が使用された。
「ひとりぼっちの青春」
作詞：江連卓 / 作曲・編曲：渡辺宙明 / 歌：内田直哉、ザ・チャープス
下記「輝け！デンジマン」とともに、スーパー戦隊シリーズ初の出演者による歌唱曲である。第19話では前後奏部のみ、第30話・劇場版ではインストゥルメンタル版が使用され、第22話では緑川が弾き語りをする形で使用された。
「輝け! デンジマン」（第19・30・34・37話）
作詞：上原正三 / 作曲・編曲：渡辺宙明 / 歌：内田直哉、こおろぎ'73、コロムビアゆりかご会
第34話ではインストゥルメンタル版と併用された。
「ゴーゴーデンジタイガー」(第19・20・23・38話)
作詞：上原正三 / 作曲・編曲：渡辺宙明 / 歌：成田賢、こおろぎ'73、ザ・チャープス
第20話ではインストゥルメンタル版と併用された。
「銀河ハニー」（第26話）
作詞：上原正三 / 作曲・編曲：渡辺宙明 / 歌：中尾隆聖
歌手・吹雪豪のヒット曲という設定で使用。放送当時は商品化されず、2001年発売のコンピレーション・アルバム『合体魂』にボーナストラックとして収録されたのが初商品化。同アルバムのライナーノーツによると、「行方不明になっていた音源が偶然発見されたため収録できた」という。2コーラスあるが、歌詞は1番しかなく、それを繰り返し歌っている。
2013年放送の『非公認戦隊アキバレンジャーシーズン痛』の第2話では、登場人物のツー将軍（演：堀川りょう）がカラオケ内でこの曲を歌っている。
上記の他、第34話において「母の背で覚えた子守唄」（歌:みなみらんぼう）が使用された。

### 音盤ソフト
- 前作『バトルフィーバー』同様、番組放映中にコロムビアレコードのLP『電子戦隊デンジマン ヒット曲集』と『電子戦隊デンジマン テーマ音楽集〈オリジナルサウンドトラック〉』が発売。『ヒット曲集』の曲間にはデンジマンたちとデンジ犬アイシーによる豆百科スタイルのミニ・ドラマが入っていた。『テーマ音楽集』は2004年に再発売されている（1996年に発売の『電子戦隊デンジマン ミュージックコレクション』にて初CD化。テレビシリーズ用の劇中音楽自体は『電子戦隊デンジマン ミュージックコレクション』にて初収録）。
- 「銀河ハニー」のみ、LP『電子戦隊デンジマン ヒット曲集』には収録されていなかった。
- 本作品の主題歌であるシングル盤は、放送中にライナーノーツのみのマイナーチェンジ版が発売された（中身はシングルと同じ）。初期のシングル盤は2006年に再発売された。

## 放送日程
| 放送日         | 放送回 | サブタイトル       | 登場怪人                                                                                               | 脚本     | 監督           |
| -------------- | ------ | ------------------ | --- | -------- | -------------- |
| 1980年02月02日 | 1      | 超要塞へ急行せよ   | - 00 ムササビラー（声 - 飯塚昭三）                                                                     | 上原正三 | 竹本弘一       |
| 2月09日        | 2      | 人喰いシャボン玉   | - 01 シャボンラー（声 - 飯塚昭三）                                                                     | 上原正三 | 竹本弘一       |
| 2月16日        | 3      | 油地獄大パニック   | - 02 チカゲリラー（声 - 飯塚昭三）                                                                     | 上原正三 | 竹本弘一       |
| 2月23日        | 4      | ベーダー魔城追撃   | - 03 ルパンカメラー（声 - 依田英助、人間態（無藤礼） - 時本武）                                        | 上原正三 | 竹本弘一       |
| 3月01日        | 5      | 壁に蠢く赤い毒花   | - 04 ツタカズラー（声 - 飯塚昭三）                                                                     | 上原正三 | 広田茂穂       |
| 3月08日        | 6      | 悪魔分身の少女     | - 05 ヒゲキタコラー（声 - 飯塚昭三）                                                                   | 上原正三 | 広田茂穂       |
| 3月15日        | 7      | デンジ星の大悲劇   | - 06 ウミツラー（声 - 飯塚昭三） - ウミツラー初代                                                      | 上原正三 | 竹本弘一       |
| 3月22日        | 8      | 白骨都市の大魔王   | - 07 フィルムラー（声 - 飯塚昭三、人間態 - 安藤三男）                                                  | 江連卓   | 竹本弘一       |
| 3月29日        | 9      | 死を呼ぶ怪奇電話   | - 08 デンワラー（声 - 飯塚昭三）                                                                       | 上原正三 | 竹本弘一       |
| 4月05日        | 10     | 魔法料理大好き!?   | - 09 ハンバラー（声 - 飯塚昭三）                                                                       | 上原正三 | 広田茂穂       |
| 4月12日        | 11     | いのち泥棒を追え   | - 10 タイヤジコラー（声 - 飯塚昭三）                                                                   | 上原正三 | 広田茂穂       |
| 4月19日        | 12     | 危険な子供スパイ   | - 11 バーラー（声 - 飯塚昭三） - コピー人間                                                            | 上原正三 | 竹本弘一       |
| 4月26日        | 13     | 割れた虹色の風船   | - 12 アドバルラー（声 - 飯塚昭三、人間態 - 三谷昇）                                                    | 江連卓   | 竹本弘一       |
| 5月03日        | 14     | 100点塾へおいで    | - 13 ジュクラー（声 - 大宮悌二）                                                                       | 上原正三 | 平山公夫       |
| 5月10日        | 15     | 悪の園への招待状   | - 14 パンチローラー（声 - 大宮悌二）                                                                   | 上原正三 | 平山公夫       |
| 5月17日        | 16     | 熱海の陰謀を砕け   | - 15 サメラー（声 - 飯塚昭三）                                                                         | 上原正三 | 竹本弘一       |
| 5月24日        | 17     | 泣くな! 野球小僧   | - 16 デッドボーラー（声 - 飯塚昭三）                                                                   | 江連卓   | 竹本弘一       |
| 5月31日        | 18     | 南海に咲くロマン   | - 19 カイガラー（声 - 飯塚昭三） - 海彦一族                                                            | 曽田博久 | 竹本弘一       |
| 6月07日        | 19     | 私の星の王子さま   | - 17 ガマラー（声 - 飯塚昭三）                                                                         | 上原正三 | 広田茂穂       |
| 6月14日        | 20     | ゴリラ少年大暴れ   | - 18 ハチドクラー（声 - 飯塚昭三） - 赤い花                                                            | 高久進   | 広田茂穂       |
| 6月21日        | 21     | 死神党を攻撃せよ！ | - 20 ローソクラー（声 - 大宮悌二）                                                                     | 上原正三 | 小林義明       |
| 6月28日        | 22     | 超時間ふしぎ体験   | - 21 タイムラー（声 - 飯塚昭三）                                                                       | 上原正三 | 小林義明       |
| 7月05日        | 23     | 天井裏を歩く悪魔   | - 22 コケラー（声 - 飯塚昭三）                                                                         | 曽田博久 | よしかわいちぎ |
| 7月12日        | 24     | 罠をはる怪力男     | - 25 ハミガキラー（声 - 飯塚昭三）                                                                     | 江連卓   | よしかわいちぎ |
| 7月19日        | 25     | 虎の穴は逃走迷路   | - 23 メダマラー（声 - 飯塚昭三）                                                                       | 曽田博久 | 平山公夫       |
| 7月26日        | 26     | デンジ姫の宇宙曲   | - 24 レコーラー（声 - 飯塚昭三）                                                                       | 上原正三 | 平山公夫       |
| 8月02日        | 27     | 赤いカブト虫爆弾   | - 26 キーラー（声 - 飯塚昭三） - 爆弾カブト虫                                                          | 高久進   | 小林義明       |
| 8月09日        | 28     | 呪いの館の密殺者   | - 27 ナゾラー（声 - 飯塚昭三） - 祈とう師デリンジャー（演 - 中田博久）                                 | 上原正三 | 小林義明       |
| 8月16日        | 29     | 超能力刑事の急襲   | - 28 サビムシラー（声 - 飯塚昭三）                                                                     | 上原正三 | 竹本弘一       |
| 8月23日        | 30     | 消えた盗んだ出た   | - 29 チョウチンラー（声 - 飯塚昭三）                                                                   | 曽田博久 | 竹本弘一       |
| 8月30日        | 31     | 魔法使い秘術合戦   | - 30 ミミラー（声 - 大宮悌二）                                                                         | 上原正三 | 竹本弘一       |
| 9月06日        | 32     | 地獄の大銃撃戦     | - 31 ダートラー（声 - 依田英助）                                                                       | 高久進   | 服部和史       |
| 9月13日        | 33     | 吸血楽器レッスン   | - 32 サキソホンラー（声 - 依田英助）                                                                   | 上原正三 | 服部和史       |
| 9月27日        | 34     | 哀しい捨子の物語   | - 33 ビーダマラー（声 - 大宮悌二、人間態（古川俊介） - 大栗正史）                                      | 曽田博久 | 竹本弘一       |
| 10月04日       | 35     | 謎のはたおり姫     | - 34 ドクガラー（人間態（岡道子） - 青木純、声 - 坂井すみ江）                                          | 曽田博久 | 竹本弘一       |
| 10月11日       | 36     | 勇気ある仔犬の詩   | - 35 ノラネコラー（声 - 飯塚昭三）                                                                     | 曽田博久 | 竹本弘一       |
| 10月18日       | 37     | 蛮力バンリキ魔王   | - バンリキ魔王                                                                                         | 曽田博久 | 小林義明       |
| 10月25日       | 38     | 無限魔空の大冒険   | - 36 カマキラー（声 - 飯塚昭三）                                                                       | 上原正三 | 小林義明       |
| 11月01日       | 39     | 女王怒りの妖魔術   | - 38 アクマラー（声 - 飯塚昭三）                                                                       | 上原正三 | 竹本弘一       |
| 11月08日       | 40     | チャンピオンの敵   | - 39 ピカリラー（声 - 飯塚昭三、人間態（KOジョー） - ウイリー・ドーシー）                              | 上原正三 | 竹本弘一       |
| 11月15日       | 41     | 史上最大の総力戦   | - 40 ジシンラー（声 - 飯塚昭三）                                                                       | 上原正三 | 服部和史       |
| 11月22日       | 42     | 少年を喰う悪い夢   | - 41 ニンポーラー（声 - 飯塚昭三）                                                                     | 高久進   | 服部和史       |
| 11月29日       | 43     | 謎なぞ七色レディ   | - 42 デスマスクラー（声 - 坂井すみ江、人間態（香月美那子） - 彩瀬晶子）                                | 江連卓   | 竹本弘一       |
| 12月06日       | 44     | 不思議ランプ物語   | - 43 アラジンラー（声 - 坂井すみ江、人間態（アラジン） - 武田美智子）                                  | 上原正三 | 竹本弘一       |
| 12月13日       | 45     | 二人いたデンジ姫   | - 44 オニラー（声 - 飯塚昭三）                                                                         | 曽田博久 | 服部和史       |
| 12月20日       | 46     | 腹ペコ地獄X計画    | - 45 トリカゴラー（声、人間態（五代万作） - 飯塚昭三）                                                 | 曽田博久 | 服部和史       |
| 12月27日       | 47     | 朝日に消えた人魚   | - 46 ボートラー（声、人間態 - 飯塚昭三）                                                               | 曽田博久 | 服部和史       |
| 1981年01月10日 | 48     | バンリキ魔王反乱   | - 47 サッカラー（声 - 飯塚昭三） - 49 ケンダマラー（声 - 大宮悌二） - 48 カラクリラー（声 - 飯塚昭三） | 上原正三 | 小林義明       |
| 1月17日        | 49     | ベーダー城大異変   | - バンリキモンス（声 - 飯塚昭三） - 48 カラクリラー（声 - 飯塚昭三）                                   | 上原正三 | 小林義明       |
| 1月24日        | 50     | 将軍は二度死す     | - バンリキモンス - ヘドラー将軍 - 巨大ヘドラー将軍                                                     | 上原正三 | 広田茂穂       |
| 1月31日        | 51     | ひびけ希望の鐘よ   | - バンリキモンス - バンリキ魔王                                                                        | 上原正三 | 広田茂穂       |

## 放送局
- テレビ朝日：土曜 18:00 - 18:30
- 北海道テレビ
- 青森放送
- 秋田放送
- 山形放送
- 東日本放送：土曜 18:00 - 18:30[105]
- 福島中央テレビ：火曜 17:00 - 17:30[106]
- 新潟放送：金曜 17:30 - 18:00[107]
- 山梨放送
- 北日本放送
- 北陸放送：金曜 17:00 - 17:30[108]
- 福井テレビ：木曜 17:25 - 17:55[109]
- 長野放送：火曜 17:30 - 18:00（1980年4月 - 9月）[110]
  - テレビ信州：土曜 18:00 - 18:30（1980年9月27日[注釈 38]から放送終了まで）[111]
- 静岡けんみんテレビ
- 名古屋テレビ
- 朝日放送：金曜 17:30 - 18:00（6日遅れネット[注釈 39]）[112]
- 日本海テレビ
- 瀬戸内海放送
- 広島ホームテレビ
- テレビ山口：月曜 17:30 - 18:00[113]
- 四国放送
- 愛媛放送
- テレビ高知
- 九州朝日放送
- 長崎放送
- テレビ熊本
- 宮崎放送：木曜 17:30 - 18:00[114]
- 鹿児島テレビ：水曜 17:45 - 18:15
- 琉球放送

## 他媒体展開

### 映像ソフト化
いずれも発売元は東映ビデオ。
- ビデオ（VHS、セル・レンタル共通）は全18巻がリリースされている。当初の予定であった傑作選から全話収録へと変更となった都合上、収録順は放送順と一致していない。また第1巻の巻末には、DVDに収録されていない第1話の予告が収録されている。
- DVDは2004年7月21日から12月10日にかけて、全6巻リリースされた。各巻2枚組（Vol.6のみ1枚）・9話（Vol.5は10話、Vol.6は5話）収録。Vol.1には初回生産分限定で全巻収納BOXが付属した。
- 2021年4月14日発売の『スーパー戦隊一挙見Blu-ray 1975 - 1981』に計6話[注釈 40]が収録されている[115]。
- 劇場版はビデオ第1巻[116]と2003年7月21日発売のDVD-BOX『スーパー戦隊 THE MOVIE BOX』[117]と、2004年7月21日発売の『スーパー戦隊 THE MOVIE VOl.2』、2011年6月21日発売の『スーパー戦隊 THE MOVIE Blu-ray BOX 1976-1995』、前述の『スーパー戦隊一挙見Blu-ray 1975 - 1981』[注釈 41]に収録。

### CS放送・ネット配信
CS放送
- 東映チャンネル
  - 2001年1月 - 7月（「GO!GO!ヒーローズ」枠）
  - 2002年10月 - 2003年1月（「アンコールアワー」枠）
  - 2022年4月 - 10月（「スーパー戦隊ワールド」枠）[118]
  - 2022年10月 - 3月
  - 2023年2月 - 8月
  - 2023年9月 - 2024年3月
- テレ朝チャンネル1
  - 2008年

ネット配信
- 東映特撮 YouTube Official
  - 2014年4月28日 - 10月25日
  - 2016年6月18日 - 12月10日
  - 2024年6月4日 - 11月26日

### 他テレビシリーズ
『太陽戦隊サンバルカン』
第4話以降、ヘドリアン女王がレギュラーとして登場。
「10大戦隊集合 頼むぞ! ターボレンジャー」
『高速戦隊ターボレンジャー』第1話として放送された特別編で、デンジマンの5人が登場。
「スーパー戦隊大集合」
『未来戦隊タイムレンジャー』第51話として放送された特別編で、タイムレンジャーの5人がタイムジェットで本作品の世界を見に来たという設定で本作品の映像が流用されている。
『海賊戦隊ゴーカイジャー』
第1話などのレジェンド大戦のシーンにデンジマン5人が登場するほか、ゴーカイジャーの二段変身としても登場。

### 映画作品
電子戦隊デンジマン
1980年7月12日公開。東映まんがまつり用の新作として制作・上映された。上映時間は46分。
- 監督：竹本弘一
- 脚本：上原正三
- 特撮監督：矢島信男
- 登場怪人：アンゴラー（声：飯塚昭三）
- キャスト

- 杉本恵子 - 吉野佳子
- 杉本はるみ - 片岡みえ
- デンジ姫 - 舟倉たまき

『ゴーカイジャー ゴセイジャー スーパー戦隊199ヒーロー大決戦』
冒頭のレジェンド大戦のシーンにデンジマン5人が登場するほか、黒十字王が悪用した力としても登場する。また、デンジブルーこと青梅大五郎も登場。
『海賊戦隊ゴーカイジャー THE MOVIE 空飛ぶ幽霊船』
合体戦闘員を構成する存在としてダストラーが登場。
『海賊戦隊ゴーカイジャーVS宇宙刑事ギャバン THE MOVIE』
デンジブルーこと青梅大五郎が登場。
『仮面ライダー×スーパー戦隊 スーパーヒーロー大戦』
スーパー戦隊シリーズと仮面ライダーシリーズをメインとしたクロスオーバー作品。デンジマンの5人が登場。
『仮面ライダー×スーパー戦隊×宇宙刑事 スーパーヒーロー大戦Z』
上記2シリーズに、メタルヒーローを加えたクロスオーバー作品。デンジレッドが登場。
『機界戦隊ゼンカイジャー THE MOVIE 赤い戦い! オール戦隊大集会!!』
『機界戦隊ゼンカイジャー』の劇場作品。デンジレッドが登場。

### 漫画作品
テレビランド（徳間書店）
作画：細井雄二
テレビシリーズと比べて、児童誌特有のアレンジが多く見受けられる。キャラクター描写は『ゴレンジャー』を髣髴とさせるものとなっており、青梅がクールな二枚目、黄山が肥満体型の大食漢、緑川が子供っぽさを残した性格とされている。また、デンジマンのマスクは口が露出している。5人のデンジマンを集めサポートする役割はデンジランドのコンピュータに集約されており、アイシーは登場しない。またダイデンジンは本誌ではなく、連載中に本誌別冊付録として付いた塗り絵コミック（こちらも作画は細井が担当）には登場した。

最終回ではへドリアン女王が怪物化して電子戦隊と戦い倒される結末になっている。この関係で「テレビランド」では翌年の『太陽戦隊サンバルカン』の漫画版にへドリアン女王が出てこない。
単行本は放送当時のテレビランドコミックスと大都社Stコミックスとして刊行。
テレビマガジン（講談社）
作画：津原義明
ストーリーはオリジナル。ベーダー怪物は登場せず、オリジナルのゲスト敵キャラクターと戦う（例：ヘドラー将軍と同格の戦士バッカス（7月号）、赤木の先輩レスラーのアントニー・ウエキを改造したサイボーグ（9月号）、山小屋に変身した一つ目の怪物（1月号）など）。例外として、8月増刊号には劇場版とのタイアップ企画のためアンゴラーが登場している。
てれびくん（小学館）
作画：シュガー佐藤
連載開始は1980年5月号と遅めだが、その差を活かして、テレビシリーズ第7話で語られたデンジ星の悲劇と電子戦隊結成の経緯を、漫画版第1話に取り入れている。
内容はテレビシリーズとかけ離れたギャグ路線で、何かと理由をつけてはあきらが裸にされている。
毎回ゲストで登場するオリジナルベーダー怪物は、テレビシリーズのそれのデザインラインに忠実な姿をしている（左右非対称、バックルの製造番号、名前の最後に「ラー」が付く、など）。
- ドラキラー - 6月号に登場、製造番号666。コウモリとコウモリ傘の怪物。
- ピラニラー - 8月号に登場、製造番号888。ピラニアの怪物。
- コブラー - 11月号に登場、製造番号1111。瘤のついたコブラの怪物。

たのしい幼稚園（講談社）
作画：山田ゴロ
冒険王（秋田書店）
作画：浅井まさのぶ
デリンジャーやダートラーの回など、テレビシリーズのエピソードを順当に漫画へと置換している。

### オリジナルビデオ・オリジナルDVD
『百獣戦隊ガオレンジャーVSスーパー戦隊』
終盤、歴代レッドが集まるシーンにデンジレッドが登場。
『轟轟戦隊ボウケンジャーVSスーパー戦隊』
アカレッドの力の源として歴代レッドが映るシーンにデンジレッドが登場。
『機界戦隊ゼンカイジャーVSキラメイジャーVSセンパイジャー』
デンジブルーが登場。